# Польский дворянин
«Польский дворянин» — картина голландского художника Рембрандта Харменса ван Рейна, созданная в 1637 году и изображающая мужчину в костюме польского шляхтича. Личность изображённого на картине человека остаётся неизвестной, что даёт повод для различных интерпретаций. Мнение о том, что одежда фигуры явно польская, не является общепринятым, и, возможно, это автопортрет.
До советских распродаж 1931 года находилась в собрании Государственного Эрмитажа. С 1937 года находится в Национальной галерее искусств в Вашингтоне.

## Описание
На портрете изображён мужчина, которому, по некоторым оценкам, лет 45, стоящий, повернувшись вправо от зрителя, и смотрящий на него с властным выражением лица. В поднятой правой руке он держит жезл с золотым наконечником. У него густые усы, на нём высокая меховая шапка, на которой висит золотая цепь с драгоценными камнями и гербом в центре. Из уха свисает крупная грушевидная жемчужина в золотой серьге-подвеске. На нём красновато-коричневая мантия с широким меховым воротником, а поверх неё — тяжелая золотая цепь, с которой на правое плечо свисает орден из трёх конских хвостов, украшенных богатыми подвесками. На правую сторону его лица падает свет. Фон коричневато-серый.

## Провенанс
Картина была создана Рембрандтом в 1637 году. Официального названия у неё не было. Современное название — самое последнее, общепринятое. Среди предыдущих и альтернативных названий — «Портрет славянского князя», «Портрет турка», «Человек в русском костюме». Подлинность картины была подтверждена анализом древесины панели, который показал, что она была вырезана из дерева, срубленного около 1635 года, которое также использовалось в картине «Речной пейзаж с руинами» (1650). Картина прошла реставрацию в 1985 году и была подвергнута рентгенографическому исследованию.
Первый владелец картины неизвестен, но, возможно, она принадлежала некоему Харману ван Своле. Она была частью обширной коллекции Иоганна Карла Филиппа фон Кобенцля, карниольского дворянина, служившего полномочным представителем Марии Терезии в Австрийских Нидерландах. После банкротства Кобенцля картина была приобретена в 1768 году Екатериной II и хранилась в Эрмитаже в Санкт-Петербурге. 
В конце 1920-х годов советскому правительству срочно потребовалась иностранная валюта для финансирования быстрой индустриализации России. Государственному Эрмитажу было приказано составить список произведений искусства на сумму не менее двух миллионов рублей для экспорта. Эрмитажу было поручено продать 250 картин по крайней мере по 5000 рублей каждая, а также гравюры и многочисленные золотые сокровища древней Скифии. Среди отобранных работ для продажи была и картина «Польский дворянин». В 1931 году её приобрёл Эндрю Меллон, а в 1937 году траст Меллонов передал её Национальной галерее искусств в Вашингтоне. Картина была одной из целого ряда произведений искусства, которые Меллон приобрёл в Эрмитаже в 1930-х годах. В течение нескольких лет он отрицал, что сделал эти покупки, так как США находились в состоянии глубокой депрессии, из-за которой подобные приобретения выглядели бы экстравагантными. Работы некоторое время хранились в непубличной секции Галереи искусств Коркоран в Вашингтоне.

## Анализ
Некоторые искусствоведы назвали эту работу «трони» — картиной с преувеличенным выражением лица или костюмированным персонажем. Например, Мелисса Персиваль отмечает, что на этой картине зритель может заметить экстравагантную меховую накидку, шапку, подстриженные усы и подобную атрибутику, что создаёт «впечатление, что картину не следует воспринимать слишком серьёзно».
Учёные уже более века пытаются понять, кто изображён на картине. Более ранние предположения о том, что это Ян III Собеский (которому в 1637 году было бы восемь лет) или Стефан Баторий (умер в 1586 году), были опровергнуты. По мнению Отакара Одложилика, хотя человек на картине явно одет в польскую одежду, нельзя точно сказать, кто он и является ли он поляком. Исследования Одложилика по этому вопросу позволили предположить, что картина может изображать Анджея Рея, польского дворянина и дипломата той эпохи, который побывал в Амстердаме, где работал Рембрандт, во время создания картины. Тем не менее, без каких-либо документов той эпохи, чётко подтверждающих этот факт, как отметил Одложилик, возможно, никогда не будет точно известно, кем на самом деле является этот человек.
Одложилик пришел к выводу (в 1963 году), что большинство учёных сходятся во мнении, что Рембрандт изобразил реального польского дворянина. Он ссылается на исследование Курта Бауха, который предположил, что это может быть брат Рембрандта Адриан, но пришёл к выводу, что это маловероятно. После публикации его статьи появились и другие мнения. В 1979 году историк искусства Кеннет Кларк высказал мнение, что это автопортрет, идеализированный и «наряженный в маскарадный костюм». Вальтер Лидтке из музея Метрополитен, написавший в 2001 году, идентифицировал шляпу как русскую, а Марике де Винкель в 2006 году утверждала, что «…мужчина может быть идентифицирован не как поляк, а как московитский боярин». На сайте Национальной галереи говорится, что это «вероятно, не портрет конкретного человека», но отмечается сильное сходство с самим Рембрандтом, и в свою очередь высказывается предположение, что это может быть автопортрет. Одно из возражений против классификации картины как автопортрета — слишком выраженные щеки — было снято рентгеновским анализом, показавшим, что Рембрандт изменил картину в процессе её создания.
Марцин Лонтка в своем блоге Art in Poland утверждает, что на картине изображён Ян Станислав Яблоновский, который был маршалом чрезвычайного сейма 1637 года. Маршалы использовали жезл, подобный тому, что изображён на картине, для поддержания порядка. Изображений Яна Станислава Яблоновского не сохранилось, но есть изображения его сына Станислава Яна Яблоновского, которые очень похожи на человека на картине.